# Kortvleugelgraszanger
De kortvleugelgraszanger (Cisticola brachypterus) is een zangvogel uit de familie Cisticolidae.

## Verspreiding en leefgebied
Deze soort komt wijdverspreid voor in Afrika en telt negen ondersoorten:
- C. b. brachypterus: van Senegal en Gambia tot westelijk Soedan, noordelijk Congo-Kinshasa en noordelijk Angola.
- C. b. hypoxanthus: noordoostelijk Congo-Kinshasa, zuidelijk Soedan en noordelijk Oeganda.
- C. b. zedlitzi: Eritrea en Ethiopië.
- C. b. reichenowi: van zuidelijk Somalië tot noordoostelijk Tanzania.
- C. b. ankole: van oostelijk Congo-Kinshasa en zuidelijk Oeganda tot noordwestelijk Tanzania.
- C. b. kericho: zuidwestelijk Kenia.
- C. b. katonae: van centraal Kenia tot noordelijk Tanzania.
- C. b. loanda: van centraal Angola tot zuidelijk Congo-Kinshasa en westelijk Zambia.
- C. b. isabellinus: van oostelijk Zambia en zuidelijk Tanzania tot Mozambique.

## Status
De grootte van de populatie is niet gekwantificeerd maar de soort wordt omschreven als plaatselijk algemeen. Op de Rode lijst van de IUCN heeft deze soort de status niet bedreigd.